# TUIfly
TUIfly  là giải hãng hàng không giải trí Đức thuộc sở hữu của công ty lữ hành và du lịch TUI Group. Hãng trụ sở tại sân bay Hannover với nhiều căn cứ hơn tại các sân bay khác của Đức. Hãng cung cấp cả dịch vụ bay thuê chuyến và bay theo lịch trình với khoảng 60% của tất cả các ghế được bán trực tiếp, 30% là một phần của một gói kỳ nghỉ TUI và 10% các cơ quan khác.
Hãng được thành lập năm 2007 thông qua sự sáp nhập của Hapag Lloyd Flug và Hapag Lloyd Express làm một chi nhánh của TUI Travel. Mã sân bay của đơn vị tiền nhiệm của nó vẫn đang được sử dụng, và callsign YELLOWCAB cũ vẫn được sử dụng cho đến khi nó đã được thay đổi sang TUIJET vào ngày 24 tháng 9 năm 2010.

## Tuyến bay
TUIfly bay đến các điểm tại châu Âu, châu Phi và châu Á, một số chỉ theo mùa. TUIfly phục vụ các điểm đến sau (vào tháng 7 năm 2014).:
Áo
- Vienna - sân bay quốc tế Vienna [tập trung] theo mùa (bắt đầu ngày 02 tháng 5 năm 2015)

Cape Verde
- Boa Vista - sân bay Rabil
- Sal - sân bay quốc tế Amilcar Cabral

Croatia
- Zadar - sân bay Zadar

Ai Cập
- - Sân bay quốc tế Hurghada - Thành phố Hurghada
- Marsa Alam - sân bay quốc tế Marsa Alam

Đức
- Cologne / Bonn - sân bay Cologne Bonn [tập
- Düsseldorf - sân bay quốc tế Düsseldorf [tập trung]
- Frankfurt - sân bay Frankfurt - Frankfurt
- Hamburg - sân bay Hamburg
- Hannover - sân bay Hanover [tập *Leipzig - sân bay Leipzig / Halle [tập trung]
- Munich - sân bay Munich [tập trung]
- Nuremberg - sân bay Nuremberg
- Saarbrücken - sân bay Saarbrücken [tập trung theo mùa] (bắt đầu ngày 01 tháng năm 2015)
- Stuttgart - sân bay Stuttgart

Hy Lạp
- Chania - sân bay quốc tế Chania theo mùa  (bắt đầu ngày 01 tháng 7 năm 2015)
- Corfu - sân bay quốc tế Corfu theo mùa
- Heraklion - sân bay quốc tế Heraklion theo mùa
- Patras - sân bay Araxos theo mùa
- Rhodos - sân bay quốc tế Rhodes theo mùa
- Kos - sân bay quốc tế đảo Kos theo mùa

Kosovo
- Pristina - Sân bay quốc tế Pristina

Israel
- Tel Aviv - sân bay Ben Gurion theo mùa

Malta
- Malta - sân bay quốc tế Malta theo mùa

Morocco
- Agadir - sân bay Al Massira

Morocco
- Agadir - sân bay Al Massira

Bồ Đào Nha
- Faro - Sân bay Faro theo mùa
- Madeira - Sân bay Funchal theo mùa

Tây Ban Nha
- Gran Canaria - sân bay Gran Canaria
- Ibiza - sân bay Ibiza theo mùa
- Jerez - sân bay Jerez theo mùa
- Lanzarote - sân bay Lanzarote
- Menorca - sân bay Menorca theo mùa
- Tenerife - sân bay Tenerife South
- Palma de Mallorca - sân bay Palma de Mallorca theo mùa

Thụy Sĩ
- Basel - EuroAirport Basel-Mulhouse-Freiburg [tập trung]

Thổ Nhĩ Kỳ
- Antalya - sân bay Antalya
- Dalaman - sân bay Dalaman theo mùa:

## Đội bay
Tính đến  tháng 4 năm 2023, đội bay TUIfly Deutschland gồm các máy bay sau:
| Máy bay          | Đang hoạt động | Đặt hàng | Hành khách | Hành khách | Hành khách | Ghi chú                     |
| Máy bay          | Đang hoạt động | Đặt hàng | P          | Y          | Tổng       | Ghi chú                     |
| ---------------- | -------------- | -------- | ---------- | ---------- | ---------- | --------------------------- |
| Boeing 737-800   | 2              | —        | —          | 180        | 180        | Đang vận hành cho Eurowings |
| Boeing 737-800   | 17             | —        | —          | 186        | 186        |                             |
| Boeing 737-800   | 17             | —        | —          | 189        | 189        |                             |
| Boeing 737 MAX 8 | 6              | 19       | —          | 189        | 189        |                             |
| Tổng             | 25             | 19       |            |            |            |                             |